# Молодіжний чемпіонат Європи з футболу 2011
Молодіжний чемпіонат Європи з футболу 2011 — міжнародний футбольний турнір під егідою УЄФА серед молодіжних збірних команд країн зони УЄФА. Фінальна частина пройшла в Данії з 12 по 25 червня 2011 року. У турнірі мають право брати участь гравці, що народилися не раніше 1 січня 1988 року.
Данія була обрана Виконавчим комітетом УЄФА, 10 грудня 2008 року в швейцарському місті Ньйон. Данія представила себе краще аніж країна Ізраїль.
Кваліфікація до фінального турніру була проведена у період з березня 2009 року і по жовтень 2010 року.

## Формат
Розігруваний раз на два роки чемпіонат Європи серед молоді став одним із найпрестижніших змагань на рівні збірних. Його формат складається з кваліфікаційного раунду та фінальної стадії, що традиційно проводиться в червні за участі восьми команд.
У відбірному турнірі можуть брати участь представники всіх асоціацій-членів УЄФА. Спочатку вони змагаються на груповому етапі, після чого переможці груп та заздалегідь визначена кількість команд, що посіли другі місця, сперечаються в матчах плей-оф за сім путівок до фіналу. Господарі вирішального раунду отримують там місце автоматично.
У рамках фінального турніру учасники розбиваються на дві групи, по дві найкращі команди з котрих виходять до півфіналу. Якщо турнір проводиться напередодні літніх Олімпійських ігор, то він одночасно вважається їх кваліфікацією.

## Регламент
Регламент чемпіонату Європи серед молоді до 21 року був розроблений адміністрацією УЄФА, потім погоджений з Комітетом національних збірних, а далі переданий на затвердження Виконавчого комітету УЄФА.
У молодіжному чемпіонаті Європи-2011 можуть брати участь гравці, народжені після 1 січня 1988 року включно.

## Господар турніру
На проведення турніру претендували дві країни: Данія та Ізраїль. Конкурсні заявки були представлені 15 червня 2008 року.
Заявки були перевірені в період з червня по вересень 2008 року, і представлення країн для комісії відбулося у жовтні. Комітет обговорив заявку 27 листопада 2008 року і дав рекомендації для Виконавчого комітету УЄФА, який вирішив 10 грудня 2008 року, що Данія буде приймати фінальну частину.

## Відбірковий турнір
Жеребкування відбіркового турніру відбулося в Орхусі 4 лютого 2009 року. Було визначено склад 10 груп, дві групи по шість команд і вісім груп по п'ять. Сіяні команди визначались за підсумками виступів у попередніх турнірах. Шість європейських федерацій, які пройшли відбірковий турнір на чемпіонат світу з футболу серед молодіжних команд 2009 (Німеччина, Італія, Чехія, Угорщина, Іспанія і Англія) були розкидані до однієї з шести груп по п'ять команд.

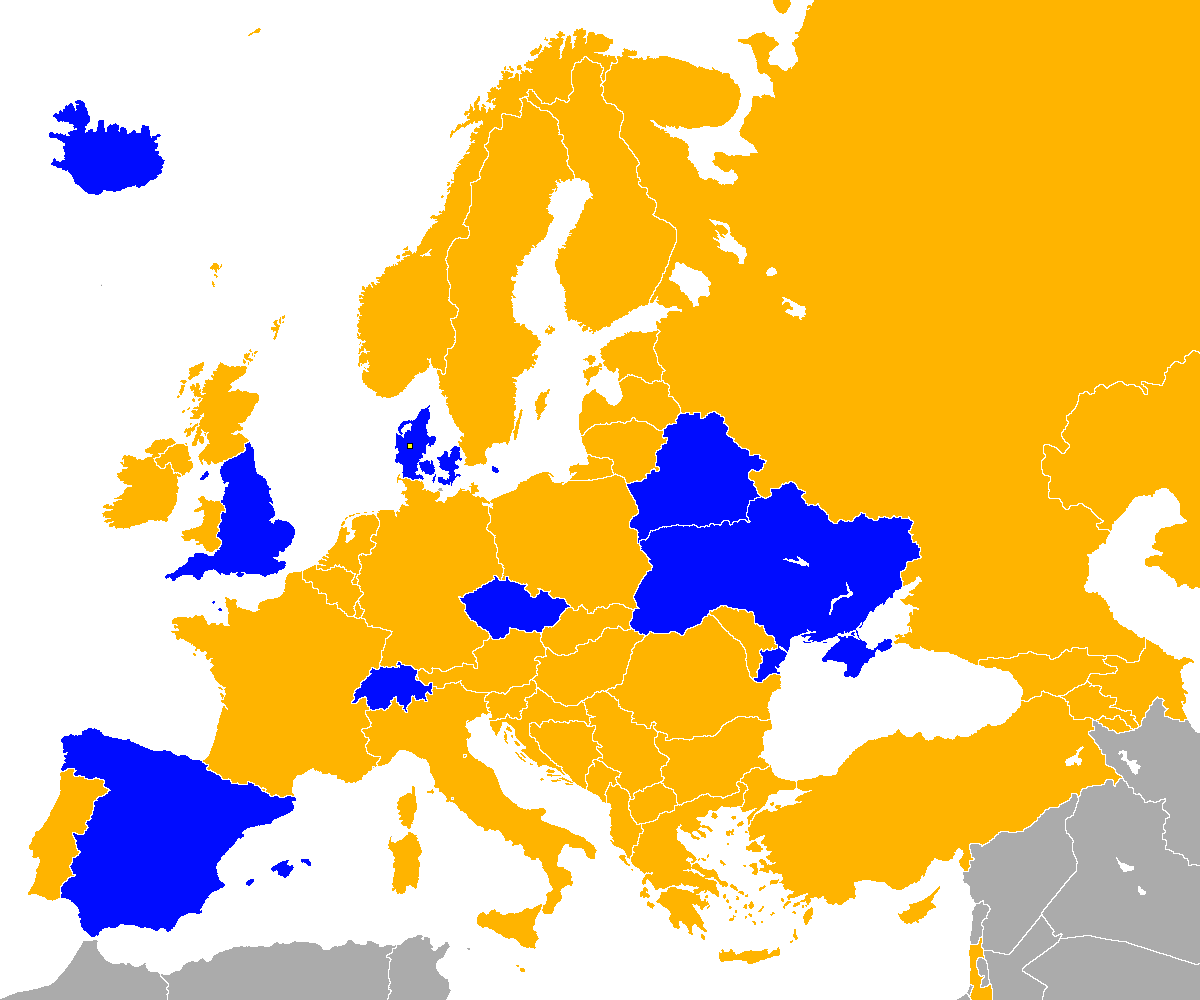
Країни, що вийшли на Євро 2011 U-21
Країни, що не пройшли на Євро 2011 U-21
Країни не є членом УЄФА

## Учасники
У фінальному турнірі Чемпіонату Європи з футболу серед молодіжних команд 2011 брали участь 8 команд:
- Англія
- Білорусь
- Данія (господар)
- Ісландія
- Іспанія
- Україна
- Чехія
- Швейцарія

## Міста та стадіони
Турнір проведено в Ютландії, на вже існуючих стадіонах в Орхусі, Ольборзі, Гернінзі і Віборзі.
20 вересня 2010 року було прийнято рішення, що місцем проведення фіналу буде стадіон Атлетіон у місті Орхус. Відкриття — на стадіоні Енерджі Норд Арена в місті Ольборг. Півфінали — на стадіонах Стадіон Гернінга і Стадіон Віборга. Також було вирішено, що збірна Данії буде грати всі свої матчі в Ольборзі і Орхусі.
| Орхус                                                                | Ольборг                                                                   | Гернінг                                                          | Віборг                                                                       |
| -------------------------------------------------------------------- | ------------------------------------------------------------------------- | ---------------------------------------------------------------- | ---------------------------------------------------------------------------- |
| Атлетіон                                                             | Енерджі Норд Арена                                                        | Стадіон Гернінга                                                 | Стадіон Віборга                                                              |
| 56°7′55″ пн. ш. 10°11′47″ сх. д. / 56.13194° пн. ш. 10.19639° сх. д. | 57°3′5.4″ пн. ш. 9°53′56.76″ сх. д. / 57.051500° пн. ш. 9.8991000° сх. д. | 56°7′1″ пн. ш. 8°57′6″ сх. д. / 56.11694° пн. ш. 8.95167° сх. д. | 56°27′21.23″ пн. ш. 9°24′7.43″ сх. д. / 56.4558972° пн. ш. 9.4020639° сх. д. |
| Місткість: 20,000                                                    | Місткість: 10,500                                                         | Місткість: 9,600                                                 | Місткість: 9,566                                                             |
|                                                                      |                                                                           |                                                                  |                                                                              |

## Жеребкування
Жеребкування фінального турніру відбулося 9 листопада 2010 року в Aalborg Congress & Culture Centre в Ольборзі.
Як і в попередніх турнірах, ігри в кожній групі будуть проведені тільки на двох стадіонах. Крім того, фіналісти були розділені на три кошики, на основі середнього балу за гру у відбірковому турнірі у кожній групі. Данія, як приймаюча країна, була посіяна першою автоматично.
| Кошик 1                                             | Кошик 2              | Кошик 3                                   |
| --------------------------------------------------- | -------------------- | ----------------------------------------- |
| - Данія (призначена в A1) - Чехія (призначена в B1) | - Іспанія - Ісландія | - Англія - Швейцарія - Білорусь - Україна |

## Склади команд
Склади команд на Чемпіонаті Європи з футболу серед молодіжних команд 2011 будуть складатися з 23 гравців, як і в попередньому турнірі в 2009 році. На чемпіонаті Європи-2011 зможуть брати участь гравці, народжені після 1 січня 1988 року включно.

## Фінальний турнір

### Груповий етап
На першому етапі вісім команд, розділені на дві групи по чотири команди, де кожна команда гратиме одну гру проти будь-якої іншої команди у своїй групі. За перемогу команди отримають три очки, за нічию — одне очко і за поразку — жодного очка. Команди, що зайняли перше і друге місце у своїх групах, здобудуть право виступати у півфіналі.

#### Група A
| Команда   | І | В | Н | П | ГЗ | ГП | РГ | О |
| --------- | - | - | - | - | -- | -- | -- | - |
| Швейцарія | 3 | 3 | 0 | 0 | 6  | 0  | +6 | 9 |
| Білорусь  | 3 | 1 | 0 | 2 | 3  | 5  | -2 | 3 |
| Ісландія  | 3 | 1 | 0 | 2 | 3  | 5  | -2 | 3 |
| Данія     | 3 | 1 | 0 | 2 | 3  | 5  | -2 | 3 |

Часовий пояс: Центральноєвропейський літній час (UTC+2)
| 11 червня 2011 19:00 |

| Білорусь                      | 2:0      | Ісландія |
| ----------------------------- | -------- | -------- |
| 77 (пен)' Воронков 87' Скавиш | протокол |          |

| Орхус, стадіон Атлетіон Арбітр: Александар Ставрев (Північна Македонія) |

| 11 червня 2011 21:45 |

| Данія | 0:1      | Швейцарія  |
| ----- | -------- | ---------- |
|       | протокол | 48' Шачірі |

| Ольборг, стадіон Енерджі Норд Арена Глядачів: 9 678 Арбітр: Роберт Шергенхофер (Австрія) |

| 14 червня 2011 19:00 |

| Швейцарія           | 2:0      | Ісландія |
| ------------------- | -------- | -------- |
| 1' Фрай 40' Емегара | протокол |          |

| Ольборг, стадіон Енерджі Норд Арена Арбітр: Маріо Страхоня (Хорватія) |

| 14 червня 2011 21:45 |

| Данія                     | 2:1      | Білорусь |
| ------------------------- | -------- | -------- |
| 22' Еріксен 71' Йоргенсен | протокол | 20' Бага |

| Орхус, стадіон Атлетіон Арбітр: Паоло Тальявенто (Італія) |

| 18 червня 2011 21:45 |

| Ісландія                                        | 3:1      | Данія      |
| ----------------------------------------------- | -------- | ---------- |
| 58' Сігторссон 60' Б'ярнасон 90+2' Вальгардссон | протокол | 81' Кадріі |

| Ольборг, стадіон Енерджі Норд Арена Арбітр: Милорад Мажич (Сербія) |

| 18 червня 2011 21:45 |

| Швейцарія                             | 3:0 | Білорусь |
| ------------------------------------- | --- | -------- |
| Мехмеді 6' (пен.), 43' Фельтшер 90+3' |     |          |

| Орхус, стадіон Атлетіон Арбітр: Маркус Стрембергссон (Швеція) |

#### Група B
| Команда | І | В | Н | П | ГЗ | ГП | РГ | О |
| ------- | - | - | - | - | -- | -- | -- | - |
| Іспанія | 3 | 2 | 1 | 0 | 6  | 1  | +5 | 7 |
| Чехія   | 3 | 2 | 0 | 1 | 4  | 4  | 0  | 6 |
| Англія  | 3 | 0 | 2 | 1 | 2  | 3  | −1 | 2 |
| Україна | 3 | 0 | 1 | 2 | 1  | 5  | −4 | 1 |

Часовий пояс: Центральноєвропейський літній час (UTC+2)
| 12 червня 2011 19:00 |

| Чехія           | 2:1      | Україна   |
| --------------- | -------- | --------- |
| 49', 56' Дочкал | протокол | 87' Білий |

| Віборг, Стадіон Віборга Глядачів: 4 251 Арбітр: Милорад Мажич (Сербія) |

| 12 червня 2011 21:45 |

| Іспанія    | 1:1      | Англія     |
| ---------- | -------- | ---------- |
| 14' Еррера | протокол | 88' Велбек |

| Гернінг, Стадіон Гернінга Глядачів: 8 048 Арбітр: Маркус Стрембергссон (Швеція) |

| 15 червня 2011 19:00 |

| Чехія | 0:2      | Іспанія        |
| ----- | -------- | -------------- |
|       | протокол | 27, 47' Адріан |

| Віборг, Стадіон Віборга |

| 15 червня 2011 21:45 |

| Україна | 0:0      | Англія |
| ------- | -------- | ------ |
|         | протокол |        |

| Гернінг, Стадіон Гернінга Арбітр: Александар Ставрев (Північна Македонія) |

| 19 червня 2011 21:45 |

| Англія     | 1:2      | Чехія                      |
| ---------- | -------- | -------------------------- |
| 76' Велбек | протокол | 89' Храмоста 90+4' Пекхарт |

| Віборг, Стадіон Віборга Арбітр: Паоло Тальявенто (Італія) |

| 19 червня 2011 21:45 |

| Україна | 0:3      | Іспанія                         |
| ------- | -------- | ------------------------------- |
|         | протокол | Мата 10', 72' (пен.) Адріан 27' |

| Гернінг, Стадіон Гернінга Арбітр: Маріо Страхоня (Хорватія) |

### Плей-оф
|  | Півфінали           | Півфінали |   |  | Фінал             | Фінал |  |
|  |                     |           |   |  |                   |       |  |
|  | 22 червня — Віборг  |           |   |  |                   |       |  |
|  | Іспанія (овт)       | 3         |   |  |                   |       |  |
|  | Білорусь            | 1         |   |  |                   |       |  |
|  |                     |           |   |  |                   |       |  |
|  |                     |           |   |  | 25 червня — Орхус |       |  |
|  |                     |           |   |  | Швейцарія         | 0     |  |
|  |                     | Іспанія   | 2 |  |                   |       |  |
|  |                     |           |   |  |                   |       |  |
|  |                     |           |   |  |                   |       |  |
|  |                     |           |   |  |                   |       |  |
|  | 22 червня — Гернінг |           |   |  |                   |       |  |
|  | Швейцарія (овт)     | 1         |   |  |                   |       |  |
|  | Чехія               | 0         |   |  |                   |       |  |

#### Півфінал
| 22 червня 2011 19:00 |

| Іспанія                       | 3:1      | Білорусь     |
| ----------------------------- | -------- | ------------ |
| Адріан 89', 105' Хеффрен 113' | Протокол | Воронков 38' |

| Стадіон Віборга, Віборг Арбітр: Маркус Стрембергссон (Швеція) |

| 22 червня 2011 |

| Швейцарія    | 1:0      | Чехія |
| ------------ | -------- | ----- |
| Мехмеді 114' | Протокол |       |

| Стадіон Гернінга, Гернінг Арбітр: Роберт Шергенхофер (Австрія) |

### Олімпійський плей-оф
Цей матч відбудеться, якщо Англія не дійде до півфіналу, щоб визначити третю європейську команду для відбіркового турніру з футболу на літні Олімпійських іграх 2012. Англія автоматично проходить туди як приймаюча сторона (у Великій Британії).
| 25 червня 2011 16:00 |

| Чехія | 0:1      | Білорусь      |
| ----- | -------- | ------------- |
|       | протокол | Филипенко 88' |

| Енерджі Норд Арена, Ольборг Арбітр: Милорад Мажич (Сербія) |

#### Фінал
| 25 червня 2011 20:45 |

| Швейцарія | 0:2      | Іспанія                   |
| --------- | -------- | ------------------------- |
|           | протокол | Еррера 41' Алькантара 81' |

| Атлетіон, Орхус Арбітр: Паоло Тальявенто (Італія) |

| Чемпіон Європи 2011 |
| ------------------- |
| Іспанія 3-й титул   |